# نيكول آري باركر
نيكول آري باركر-كودجو (بالإنجليزية: Nicole Ari Parker)‏ (ولدت في 7 أكتوبر 1970)، معروف أيضا باسم نيكي كودجو، ممثلة أمريكية ظهرت في عدة أدوار تلفزيونية وسينمائية منها، دورها في فيلم الكوميدي مرحبا بك في بيتك روسكو جنكينز (2008), وعن دور المحامية «تيري جوزيف» على قناة شوتايم التلفزيونية في مسلسل غذاء الروح (2000). براون شوغر (2002)، ويلم هوم روسكو جينكينز (2008)، بلاك ديناميت (2009)، وألفوست كريسماس (2016). على شاشة التلفزيون، لعبت باركر دور المحامية تيري جوزيف في مسلسل الدراما "سول فود" على قناة شوتايم (2000-2004)، والذي حازت عنه على خمسة ترشيحات لجائزة صورة الجمعية الوطنية لتقدم الملونين لأفضل ممثلة في مسلسل درامي. كما لعبت دور البطولة في المسلسل الكوميدي الرومانسي القصير "سيكند تايم أراوند" (2004-2005) ومسلسل "تايم أفتر تايم" (2017). في عام 2017، انضمت إلى طاقم مسلسل "إمباير" على قناة فوكس بدور جيزيل باركر. في عام 2021، بدأت بطولة دور ليزا تود ويكسلي في المسلسل الكوميدي الدرامي "ومثل هذا تمامًا..." .

## نشأتها
ولدت نيكول آري باركر في 7 أكتوبر 1970 في بالتيمور، ماريلاند تخرج من مدرسة جامعة نيويورك تيش للفنون درست في استوديوهات ستون ستريت، واستوديو سينمائي مستقل في مدينة نيويورك، المعهد الموسيقي المتطور للشاشة التمثيل والإخراج والإنتاج لجامعة نيويورك مدرسة تيش للفنون المسرحية، حيث حصلت على شهادتها. في سن ال 17، فازت أفضل ممثلة في ولاية ماريلاند المنافسة في المدرسة الثانوية وانتقل بعد ذلك إلى شركة باليه واشنطن قبل التقدم إلى مدرسة تيش للفنون بجامعة نيويورك، تخرجت مع درجة التمثيل في عام 1993.

## مسيرتها المهنية
في وقت مبكر من حياتها المهنية ظهرت في العديد من الأفلام المستقلة الانتقادات اللاذعة بما المغامرة الحقيقية بشكل لا يصدق من الفتاتين في الحب، ليالي الرقصة، 200 سيجارة، وعام 1999 لعبت دور ستيفاني في الفيلم جنبا إلى جنب دور البطولة في فيلم 1998 في المنفى: فيلم القانون والنظام الدراما حياة سرية من الأزواج 2013.

## روابط خارجية
- نيكول آري باركر على موقع IMDb (الإنجليزية)
- نيكول آري باركر على موقع روتن توميتوز (الإنجليزية)
- نيكول آري باركر على موقع ألو سيني (الفرنسية)
- نيكول آري باركر على موقع ميوزك برينز (الإنجليزية)
- نيكول آري باركر على موقع أول موفي (الإنجليزية)
- نيكول آري باركر على موقع قاعدة بيانات برودواي على الإنترنت (الإنجليزية)
- نيكول آري باركر على موقع قاعدة بيانات الأفلام السويدية (السويدية)
- نيكول آري باركر على موقع إن إن دي بي (الإنجليزية)
- نيكول آري باركر على موقع ديسكوغز (الإنجليزية)
- نيكول آري باركر على موقع قاعدة بيانات الفيلم (الإنجليزية)